# エイモン・デ・ヴァレラ
エイモン・デ・ヴァレラ（Éamon de Valera 英語: [ˈeɪmən ˌdɛvəˈlɛərə, -ˈlɪər-], アイルランド語: [ˈeːmˠən̪ˠ dʲɛ ˈwalʲəɾʲə], 正式には Edward George de Valera, 時にアイルランド語式綴りで Éamon de Bhailéara とも、1882年10月14日 - 1975年8月29日）は、アイルランドの政治家。アイルランド共和国第3代大統領。
20世紀初頭のアイルランド独立運動を指導し、アイルランド内戦では英愛条約反対派の中心人物であった。最高評議会の第2代議長、初代ティーショク（1937年以降のアイルランド首相の名称）、アイルランド大統領を2期（1959年 - 1973年）務めるなど、生涯にわたってアイルランドの政治的要職を歴任した。その一方で教育者・数学者としての顔も持ち、1922年から死去までアイルランド国立大学の総長職にもあった。その功績に対しては賛否両論があるが、20世紀のアイルランドを語る上での重要人物である。日本語ではイーモン・デ・ヴァレラ、イーモン・ド・ヴァレラ、エーモン・デ・ヴァレラとも表記される。

## 生涯

### 青年時代まで
デ・ヴァレラは1882年にニューヨークの病院で生まれた。本人の言葉によれば、アイルランド人の母ケイト・コールとキューバ系の父ホアン・ビビオン・デ・バレラは1881年にニューヨークで結婚したという。しかし、歴史家や伝記作家たちがいくら丹念に調べても、教会にも市役所にもそのような2人の結婚記録は残されていなかった。1990年に最新の伝記『デ・ヴァレラ』（"De Valera: Long Fellow, Long Shadow" ）を著したティム･パット･クーガンもそのような記録を見つけられなかったといい、それどころかホアン・ヴィヴィオン・デ・ヴァレラあるいは似た名前の人物の誕生・洗礼・結婚・死去に関する一切の記録を発見できなかったと述べている。このような事実から、デ・ヴァレラは私生児であったというのが定説になっている。
現在の社会では私生児であっても特に不利益を受けることはないが、19世紀の終わりごろには私生児であることはカトリック教会の聖職者になる道を閉ざされることを意味していた。デ・ヴァレラは生涯を通じてカトリック信徒としての深い信仰を持ち、死に際して遺体を修道院に埋葬してほしいと頼んだほどであった。生涯の中でも数度、本気で修道者になりたいと思案していた時期があった。司祭であった異父弟のトーマス・ウィールライトの生き方も彼に影響を与えていた。彼の相談を受けた司祭たちも修道生活の道を勧めず、結局その道に入ることがなかった。前述のパット・クーガンも、彼の出生の秘密と修道者になれなかったこととの間に関連があるかどうかは不詳としている。
いずれにせよ、デ・ヴァレラは2歳でアイルランドに渡った。母ケイトの再婚を機に、デ・ヴァレラはアイルランドのリムリック県に住む母方の親戚の家に預けられたのである。彼はブリュリー国立学校、チャールビル・キリスト教兄弟学園で学び、16歳でダブリンのブラックロック・カレッジの奨学生に選ばれた。真面目な学生だったデ・ヴァレラはさらに奨学金を獲得して勉学を続け、1903年にはティペラリー県のロックウェル・カレッジの数学教授の任命を受けた。1904年にアイルランド王立大学を卒業すると、ダブリンに戻ってベルヴェデーレ・カレッジで教鞭をとった。1906年にはブラックロックのケリーズフォート女子教育大学で数学を教えるようになった。デ・ヴァレラはアイルランド王立大学での就職を望んだが果たせず、メイノースなどいくつかの学校で講師の職を得た。

### 政治の世界へ
若き教師であったデ・ヴァレラは、当時のアイルランド知識人層の多くがそうであったように、次第に政治の世界に入っていった。1908年、ゲール語連盟に入り、そこで4つ年上の教師シネイド・フラナガンと出会う。2人は親交を深めていき、1910年1月8日、ダブリンのアラン・ケリーにあるセント・ポール教会で結婚式を挙げた。ゲール復興運動に加わっていたデ・ヴァレラが本格的に政治活動に身を投ずるようになるのは、1913年11月25日にアイルランド義勇軍に加わってからのことである。彼は急速に階級を上げ、すぐにドニーブルック中隊の隊長にまでなった。武装蜂起を準備中だった義勇軍は、デ・ヴァレラを第3大隊長とし、ダブリン師団の副団長を兼任させた。このころ、デ・ヴァレラはアイルランド共和同盟 (IRB) にも加わり、アイルランド義勇軍の陰の実力者トマス・マクドナーの知遇を得るようになった。

### イースター蜂起
1916年4月24日、復活祭明けの月曜日にイースター蜂起が決行された。デ・ヴァレラはダブリンのグランド・キャナル通りにあったボーランド・ミルズを占拠し、市内の南東区域の制圧を狙った。計画がずさんなものであったため蜂起はすぐに鎮圧され、1週間後に蜂起の指導者パトリック・ピアースから降伏命令が出た。デ・ヴァレラは他の指導者と共に捕らえられ、裁判で死刑を宣告されたが、やがて終身刑に減刑された。その理由はアメリカ国籍を持っていたためと説明されることが一般的であるが、死刑に処されなかった理由は他にも以下の2つがあると考えられる。
第1は彼が他の指導者たちと別の刑務所に入れられていたことであり、第2にアメリカ合衆国市民権を持っていたことである。これは死刑の中止と関係があるかどうかは明らかではないが、刑の執行を遅らせたことでは間違いない（しかし、彼は本当にアメリカ市民権を持っていたのか、また持っていたとしてもアメリカ政府がたった1人の国民の死刑を止めるために動いたのだろうか、といった疑問は残る）。英国政府としても第一次大戦におけるアメリカの協力を必要としていたことから、デ・ヴァレラの処刑に慎重になっていた。
イースター蜂起はデ・ヴァレラという人物の内面を露呈することになった。たとえばリーダーシップが発揮できる一面で、行動における計画性のなさが明らかになった。絶体絶命の状況の中で、老後に見られた神経衰弱症状の予兆を見せているが、側近たちはこのことを長く秘密にしていた。

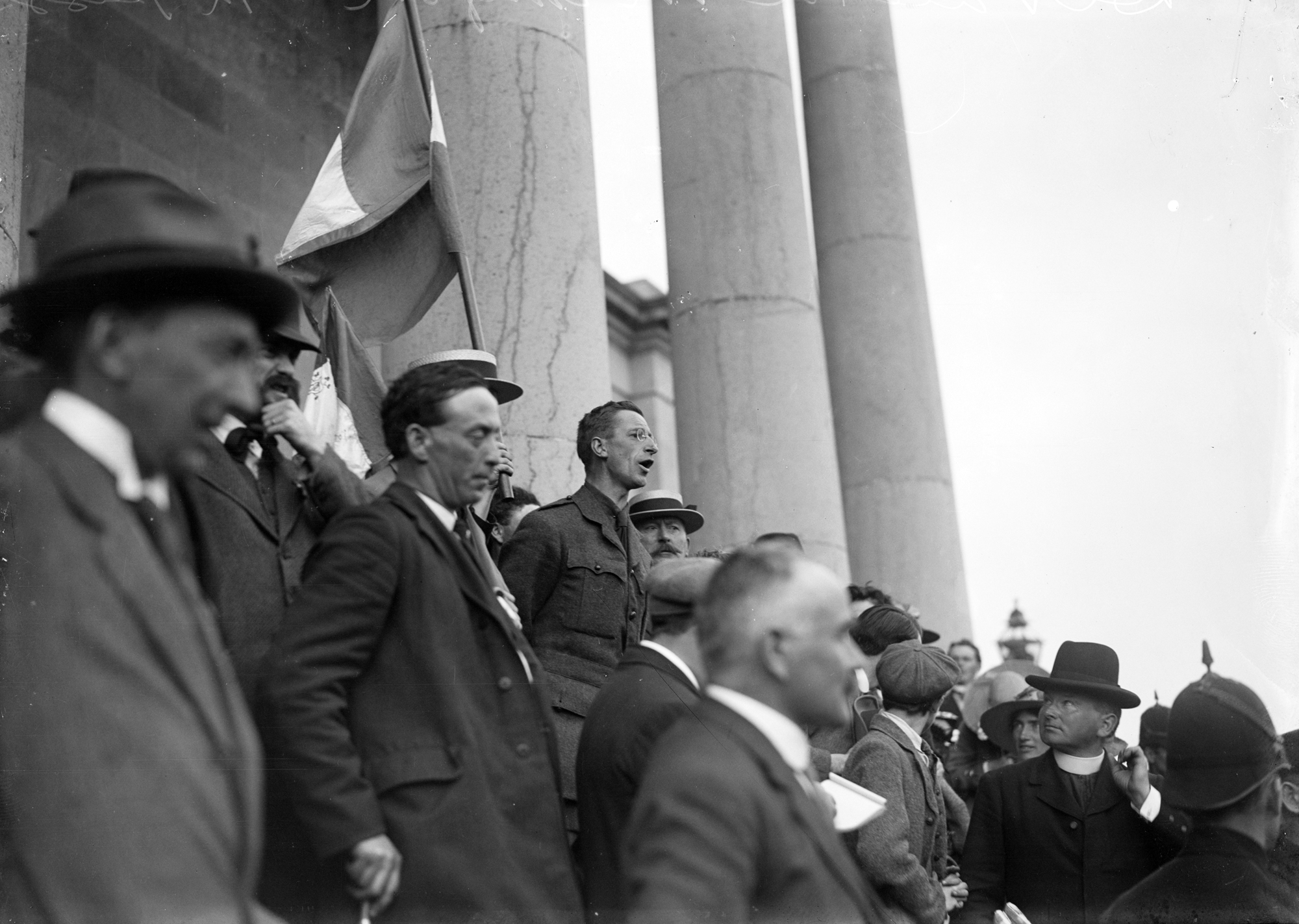
演説するデ・ヴァレラ（中央アイルランド旗の右にいる人物・1917年）

ダートムア、メイドストーン、ルイスなどといった刑務所に収監された後、1917年にデ・ヴァレラと仲間たちは特赦で釈放された。彼は1918年の選挙で連合王国議会庶民院の東クレア代表に選出され、さらにシン・フェイン党内の選挙で党代表に選ばれた。シン・フェイン党はもともと武力闘争路線をとらない穏健な小組織だったが、英国政府によってイースター蜂起の首謀団体と目された。共和主義者たちはこの誤った見方を逆に利用し、シン・フェイン党のもとにアイルランド人の民心を結集しようと考え、徐々に党内に人を送り込んで党の実権を握っていった。シン・フェイン党の前党首アーサー・グリフィスは、イギリスとアイルランドが英国王を君主として戴きながらそれぞれの議会を持つという、穏健な「二重君主制」の実施を唱えていた。それは1782年にヘンリー・グラタン議員の働きによって獲得された改正憲法が公布されてから、1800年に連合王国に統合されるまでのアイルランド王国の政体と同じものであった。

### 独立を目指して
イースター蜂起の首謀者の処刑への反発と、徴兵制への抵抗というアイルランド人の国民感情にうまく乗ったシン・フェイン党は、1918年の総選挙で圧勝し、47%の得票率で104議席のうち73議席をとった（ただし、多くの議席で対立候補が立たず、無投票で議席が獲得された）。1919年、シン・フェイン党の議員たちは自らを「テアクタイ・ダラ」と名乗り、1919年1月21日にダブリンのマンション・ハウスに集って「ドイル・エアラン」という名で知られる「アイルランド国民議会」を結成した。いわゆる「内閣」 (Aireacht) は「プリオム・エール」（ドイル・エアラン議長）によって率いられ、初代議長にはカハル・ブルハが任命された。デ・ヴァレラは1918年5月に再逮捕されていたため、ドイル・エアランの1月の議会に参加することができなかったが、翌月リンカーン刑務所から脱獄し、4月の議会でブルハに代わって議長に選出された。1919年にドイル・エアランによって採択されたドイル憲法では「プリオム・エール」はあくまでドイル・エアランの議長であってアイルランドの国家代表ではないとされていた。
アイルランド共和国の暫定政府を国際的に承認してもらおうと、ショーン・オケリーが第一次大戦の戦後処理を話し合っていたパリ講和会議に派遣された。1919年5月、この努力が失敗に終わるとデ・ヴァレラはアメリカ合衆国政府を動かそうと決意、自ら渡米した。この訪問には3つの目的があった。第1はもちろんアメリカ政府によるアイルランド共和国暫定政府の承認、第2は国家運営に必要な融資の依頼、第3はアメリカ合衆国在住のアイルランド系市民たちによる援助の獲得であった。彼は1919年6月から1920年12月までアメリカに滞在した。融資の獲得とアイルランド系市民による援助の獲得には成功したもの、肝心なアメリカ政府による承認は得られなかった。アメリカ在住のアイルランド系市民の実力者たちが、デ・ヴァレラたちの影響力がアメリカ政府に及ぶことを恐れ、それを阻止していたのである。
そのころ、アイルランドにおける英国当局とドイルの間の紛争はついにアイルランド独立戦争という形になって爆発していた。そのころ「ロング・フェロー」（直訳するとノッポという意味だが、長身のバカという意味もある）と呼ばれたデ・ヴァレラは、敬愛をこめて「ビッグ・フェロー」と呼ばれたマイケル・コリンズにアイルランド国内のことをまかせきりであった。

### 共和国大統領
アイルランド独立戦争の最中の1919年1月、デ・ヴァレラの帰国を待って行われたドイルの第1回議会において、デ・ヴァレラはIRAに対し、英国政府からテロリズムと呼ばれるような行動、待ち伏せなどのゲリラ戦術をやめ、正々堂々と戦うよう求めた。しかし、装備・規模ともにまさる英国軍にアイルランド兵が正攻法で立ち向かえるはずはなかったため、この発言は現実離れしたものと徹底的に批判され、デ・ヴァレラはあわててIRAに対する支持を再表明しなければならなかった。デ・ヴァレラは図らずも、独立戦争の厳しい現実に対する認識の甘さを露呈することになった。次にデ・ヴァレラはカハル・ブルハ、オースティン・スタックと組んでマイケル・コリンズをアメリカでの交渉に送り込もうと画策した。この3人はコリンズの人気が自分たちのそれをしのいでいることを危険視し、体よく追い払いたいと考えていた。しかしコリンズはこの申し出を拒否して、アイルランドにとどまった。
1921年8月、デ・ヴァレラはドイル・エアランに1919年のドイル憲法の改正を指示し、自らの職を議長から共和国大統領へと昇格させた。これによってデ・ヴァレラは自分がアイルランドの元首としてジョージ5世英国王と同等の立場に立っており、和平交渉（1921年10月 - 12月）に国王が出席しない以上、自分も出席する必要はないと表明した。この交渉では英国側が大きく譲歩し、アイルランドは北部6県（現在の北アイルランド）を除く諸州の独立を勝ち取った。こうして成立したのがアイルランド自由国である。プロテスタントの多い北部6県は連合王国のもとに残ることになった（厳密には北部6県には、アイルランド自由国と連合王国のどちらかに所属するかの選択の自由が与えられており、連合王国への帰属を選択した）。この結果を受けて国境策定委員会が設置され、話し合いによって北部6県とアイルランド自由国の間の国境を画定することになった。このようなやり方には多くの者が不満を持ったが、コリンズら条約賛成派は国境委員会での交渉の持っていきようによっては北部6県を経済的に立ち行かないようにさせることができ、最終的に全土をアイルランド自由国に組み込むことができるであろうと考えていた。

### 英愛条約をめぐって
和平交渉におけるアイルランド側の代表団は、デ・ヴァレラと内閣の任命を受けた「全権委員会」であるとされていた。しかしこの交渉において、新生アイルランドの立場は（国際的にまだ承認されていなかった）英連邦の中の独立国としての暫定政府を、王の任命を受けた総督によって治められるアイルランド自由国と言い換えただけではないのかという批判が起こった。デ・ヴァレラはこの交渉の結果に異議を唱えたが、彼の反対者たちはデ・ヴァレラがこのような展開を見越した上で交渉の席から去ったに違いないと非難した。1921年12月6日、ロンドン条約（イギリス・アイルランド条約）がイギリス政府とアイルランド側の間で締結された。アイルランド側は主にマイケル・コリンズとアーサー・グリフィスとが交渉にあたった。これによってイギリス連邦自治領アイルランド自由国が成立した。北アイルランドはイギリス領として残り、アイルランド統一は成就しなかった。全権委員会には事前に交渉の妥協点についてデ・ヴァレラから秘密裏に指示が与えられていたため、デ・ヴァレラは交渉の結果自体には不満がなかったが、委員会が自分の最終的な承認を得ずに調印したことが気に入らなかった。しかし、このような事態の最大の原因は、デ・ヴァレラが自ら交渉の席につかなかったことだった。1922年の交渉批准後、デ・ヴァレラとシン・フェイン党の条約反対派はドイル・エアランを離れ、独自の政府を樹立しようとした。このためドイルを抜けたデ・ヴァレラに代わり、アーサー・グリフィスが議長に選ばれた。

### アイルランド内戦
英愛条約の締結によって成立した新政府およびドイル・エアラン（条約賛成派）と、デ・ヴァレラの率いる条約反対派の関係は急激に悪化した。1922年6月にアイルランド内戦（独立戦争が内戦へと変わっていった）が勃発すると、条約賛成派であるアイルランド国軍（Irish National Army）は、条約反対派の軍事組織となっていたIRAを各地で打ち破った。この頃のデ・ヴァレラの指導力は、どれだけひいき目に見ても厳しい評価を免れ得ないものであった。デ・ヴァレラは名目上条約反対派のリーダーであったが、実質的な影響力はほとんどなく、内戦中は投獄されていた期間も長かった。この内戦は新しいアイルランドに悲劇しかもたらさなかった。マイケル・コリンズの暗殺、ドイル・エアラン議長のアーサー・グリフィスの急死、条約締結に居合わせたロバート・エルスキン・チルダーズの処刑、フォー・コーツ（四法廷）内にあったアイルランド文書保管室の破壊などである。文書保管室が破壊されたことで、千年におよぶアイルランドの歴史における重要書類の数々が失われた。この破壊は無意味な行為であり、条約反対派の賛同者たちからみても「愚行」としか言い得ないものであった。

### フィアナ・フォイルの設立（1926年）
IRAが武力闘争路線の不毛さを悟って武器を「隠す」と、デ・ヴァレラも武闘路線を放棄して政治闘争へと戻った。1924年、デ・ヴァレラはニューリーにおいて北アイルランドへの不法侵入の容疑で逮捕され、1か月間ベルファストの刑務所に投獄された。「臣従の誓い」（忠誠条項）の廃止を含めた自由国憲法の受け入れを問う投票権を失ったことを受けて、デ・ヴァレラは党首を辞任、1926年3月に新党フィアナ・フォイル（共和党、「運命の兵士たち」の意味）を結成した。フィアナ・フォイルはこの後、20世紀のアイルランド政治史に大きな影響を及ぼすことになる。
フィアナ・フォイルは急速に民衆の支持を集めたが、臣従の誓いを拒否した。この誓いは形式的には英国王への誓いであったため、フィアナ・フォイルの支持者たちから批判されたが、実質的には「英愛条約を認めた英国王の権威への忠誠」という形をとったアイルランド自由国への誓いであった。この誓いの文面はほとんどがマイケル・コリンズによって書かれたものであり、マイケル・コリンズはこの文章を書くにあたって英連邦加盟国による臣従の誓い、アイルランド共和同盟の誓い、デ・ヴァレラ自身が起草した条約文の草稿の3つを元にしている。
フィアナ・フォイルは臣従の誓いを法的に廃止しようとしたが、国民会議の副議長ケヴィン・オ・ヒギンスが暗殺されたこともあって、W・T・コスグレイヴ率いる国民会議のメンバーはドイルの議員および議員候補者たちすべてに英国王への臣従の誓いを義務づけた。臣従の誓いを立てなければ立候補もできず、政界から追い出されてしまう危険性が高まったため、1927年にデ・ヴァレラはあくまで「形だけのもの」であるとしてついに臣従の誓いを行った。1931年、メイヨー県で「カトリックの国にはカトリックの司書長を」と唱えた住民たちの手によってプロテスタントの司書長が解雇されると、デ・ヴァレラは同地へ赴いて大歓迎を受けた。

### 最高議会議長として
1932年の総選挙でフィアナ・フォイルは72議席を獲得、過半数に及ばないもののドイル内の第1党に躍り出た。この結果を受けて3月9日にデ・ヴァレラはアイルランド自由国総督ジェームズ・マクニールによって最高議会議長に任命された。彼はさっそく選挙の公約であった、臣従の誓い（忠誠条項）の撤廃と、英国への土地年賦の支払いの停止の実現を目指して動き始めた。これに対して英国は報復措置として、アイルランドへの輸出品に高額の関税を実施したため、アイルランドはたちまち経済危機に陥った。さらにジョージ5世の名によって総督ジェームズ・マクニールが更迭されるとともに総督のポストそのものも廃され、ドムナール・ウア・ブアハラを「シーナスカル」という総督に代わる新たな地位に就けた。こうして、アイルランド人にとって目に見える恨みの的であった総督職が、形式的であれ廃止されてしまった。
デ・ヴァレラは議会における不利を克服しようと1933年に総選挙を実施し、過半数を獲得して狙いどおりの勝利を収めた。デ・ヴァレラのもとでフィアナ・フォイルは1937年、1938年、1943年、1944年の総選挙でも勝利した。デ・ヴァレラは内政のみならず外交も自ら主導し、国際連盟の総会にも自ら出向いている。1932年、ジェノヴァでの連盟総会では自ら議長を務め、連盟の規約に忠実であるよう参加国に求める演説を行って参加者たちに感銘を与えた。1934年にはソビエト連邦の連盟加盟を支持している。1938年9月、第19代議長に選ばれるなど、国際政治の世界で一定の存在感を示すことに成功した。

### デ・ヴァレラのもとにおける新憲法
1931年、英国議会はウェストミンスター憲章を通過させた。同法は英帝国を構成するすべての自治領（アイルランド自由国やイギリス連邦そのものも含む）に同等の権利を与え、新たに英連邦を発足させるものであった。英帝国と各自治領の間に依然として強い法的な連携はあったにせよ、これによって英国本国と自治領との間の関係性は大きく変質し、各国は事実上の独立を果たすことになった。1936年7月、デ・ヴァレラは王に任命されたアイルランド首相という立場から英国王に書簡を送り、新憲法を準備中であると伝えた。その中で新憲法の骨子が「総督」に代わって「ショールスタット・エレンの大統領」という新しい地位を導入することにあると述べている。「ショールスタット・エレンの大統領」はまもなく「アイルランド大統領」に言い換えられ、デ・ヴァレラによってアイルランド語で「アイルランド憲法」を意味する「ブンレアハト・ナ・エレン」 (Bunreacht na hÉireann) と名づけられた新憲法の柱となった。
この憲法の中にはデ・ヴァレラの考える「憲法的土着性」(Constitutional Autochthony) といわれる法的な形を持った民族主義が盛り込まれていた。それは以下のようなものである。
- 「エール」という新国名。
- アイルランド島は本来1つの領域であるとし、イギリスによる分割の不当性を主張。
- 英国王と王の任命による総督に代わり、アイルランド大統領がアイルランドの最高権力者となること。
- 長い間イギリスによって差別され、抑圧を受けたカトリック教会へ特別な地位を与えること。
- 離婚の禁止などカトリックの結婚観の法制化。
- 英語と並んでアイルランド語を国語とすること。
- ドイル・エアラン（上院）、ティーショック（首相）など公式用語にアイルランド語を積極的に用いること。

このような「憲法的土着性」を示すことで、アイルランドはカトリックでもないし、国教会派でもない、ゲール同盟派でも王党派でもないという新方向を志向することができた。

### 第二次世界大戦における「中立」
第二次世界大戦の勃発前から初期にかけて、ナチス・ドイツはアイルランドの動向に強い関心を示していた。たとえばアイルランドに侵攻することで、イギリスに対して軍事的優位に立てるのではないか、あるいはIRAをうまく対英戦闘に従事させることはできないか、などといったことであり、一時は実際にアイルランド政府に交渉を働きかけてもいた。ドイツはなんとかアイルランド政府の歓心を買おうと努力したが、その努力はほとんど実らなかった。デ・ヴァレラがアイルランド自由国の中立に関しては頑として譲らなかったからである。英国情報部MI5は、アイルランドの動きに注意を怠らなかった。アメリカ合衆国も当初中立を標榜していたにもかかわらず、真珠湾攻撃をきっかけに連合国側に立つことになるが、アイルランドは終戦まで中立を守り続けた。ただ、アイルランド政府内ではドイツ、あるいはイギリスがアイルランドに侵攻する可能性もあると危惧していた。
アイルランドの「中立」には裏があった。現在までの研究で、アイルランド政府が密かに連合国側に加担していたことが明らかになっている。たとえばノルマンディー上陸作戦の決行日（D-デイ）は、アイルランドから送られた大西洋の気象情報をもとに決定された。また、アイルランドに連合国側のパイロットが不時着すると、「偶然」北アイルランドに逃れることができたが、ドイツのパイロットはみな捕らえられて収容された。さらに、4万5千人ものアイルランド人義勇兵が連合国軍に加わっていたが、このことに関して政府は一切干渉しなかった（それ以前のスペイン内戦では、アイルランド人の義勇兵としての参加が政府によって禁止されていた）。アドルフ・ヒトラーの死に際してデ・ヴァレラは、ダブリンに駐在していたドイツ公使エドゥアルト・ヘンペルを公式に訪問し、弔意を述べた。このことは連合国側から非中立行為として批判されたが、デ・ヴァレラにとっては、中立を標榜しながら連合国側に加担していることをカムフラージュするために必要な行為であった。
名前だけのものであったとしても、当時のアイルランドおよびデ・ヴァレラにとって「中立」以外に選択肢はなかったといえる。もしドイツと組もうものなら、イギリス軍の即時侵攻が予測されるし、さんざん批判してきたイギリスと組もうものなら、デ・ヴァレラという人物の政治信念そのものが問われることになる。また公然と連合国側につけば、これに反発するIRAがイギリスに対して攻撃を仕掛ける可能性もあり、それもまたイギリス軍のアイルランド侵攻につながるだろう。デ・ヴァレラはこの事態を危惧し、IRAを牽制しようと、獄中にあったIRAの闘士たち数人を処刑している。
歴史家たちは、当時のアイルランドにとって中立がベストの選択肢であったということでは一致している。なぜなら、アイルランドは長大な海岸線を有していながら、それをカバーできるほどの兵力を持っていなかったからである。もしアイルランドが連合軍に加われば、連合軍はただでさえ十分でない戦力を、アイルランドの海岸線防衛のために割くことを迫られたであろうし、ドイツにとっても連合軍の弱点としてそこを狙う価値が出てくる。しかし、アイルランドが中立を標榜したため、もしドイツが無理に侵攻すれば国際社会の非難を浴び、ひいては強力なアイルランド人ロビーを持つアメリカ合衆国政府を動かすことになる。そう考えると、第二次大戦初期においてアイルランドが中立を宣言したことは、連合軍に加わる以上にドイツの侵攻を防ぐ効果があり、やがて後顧の憂いなく東岸に兵力を集中できることでイギリス軍も利することになった。
2005年には公文書館から秘密文書が開示され、1942年にMI6がアイルランド政府に対し、極秘裏に連合国側への参戦を要請し、デ・ヴァレラがこれを却下していた経緯が明らかになっている。

### 第二次世界大戦後
国家の非常時を過ぎると、フィアナ・フォイルの影響力は弱まっていった。デ・ヴァレラは16年権力の座にあったが、自らの党の弱体化と対立政党による批判にさらされることになった。1948年、フィアナ･フォイルは選挙の結果を受けて下野し、デ・ヴァレラはジョン・コステロに首相の座を譲った。野党党首となったデ・ヴァレラは、北アイルランド問題を解決するため各国の支援をとりつける運動を始めた。1951年、過半数はとれなかったものの首相の座に返り咲いたデ・ヴァレラだったが、その任期は彼のキャリア史上最低のものとなった。その内閣の顔ぶれが1932年の自身の最初の内閣とまったく変わらなかったからである。
1954年、フィアナ・フォイルは再び総選挙で敗れた。しかし、他の政党の連合による連立与党は3年しか続かず、1957年には再び75歳のデ・ヴァレラとフィアナ・フォイルが圧勝して権力の座に戻った。そのあとフィアナ・フォイルは16年もの間、与党として君臨し続けることになる。戦後の世界に合わせた新たな経済政策を示しながらも、デ・ヴァレラは1959年まで首相の座にとどまり、ショーン・リーマスがその後を継いだ。

### アイルランド大統領として

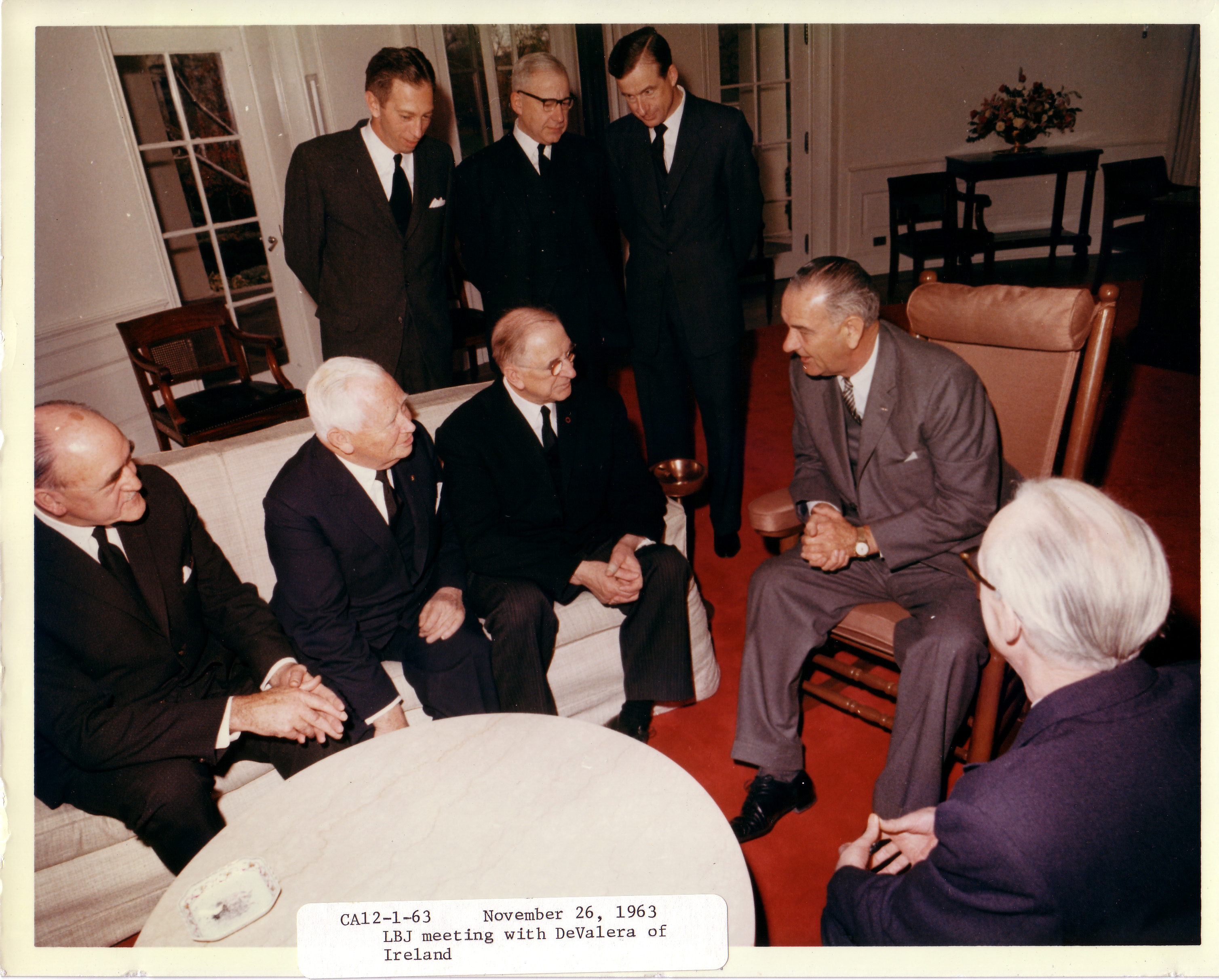
リンドン・ジョンソン大統領と会談するデ・ヴァレラ

憲法改正へのデ・ヴァレラの最後の取り組みは、比例代表制を廃して直接選挙を行うというものだったが、国民投票の結果否決された。1959年6月、デ・ヴァレラは対立候補ショーン・マクイオン将軍を破り、ショーン・オケリーの後任として大統領に就任した。デ・ヴァレラがほとんど盲目であったことは有名であるが、彼の視力を補う専任のスタッフがいることは長らく秘密とされていた。そのスタッフは常にデ・ヴァレラに従って、何歩歩くと何があるとか、どこに視線を向けるべきかなどをささやいていた。大統領在職中、デ・ヴァレラはシャルル・ド・ゴール大統領やジョン・F・ケネディ大統領といった各国の首脳の訪問を受けた。1964年、81歳のデ・ヴァレラはアメリカを訪問し、議会で25分の演説を行っている。
デ・ヴァレラは、彼にとって最後の選挙となった1966年の大統領選挙において、かろうじて勝ったことで敗北の屈辱を免れることができた。フィン・ゲール党の若き候補トム・オ・ヒギンスとの差はごくわずかだった。あまりに危うい勝利だったため、デ・ヴァレラはその責任が、選挙担当で後に首相になるチャールズ・ホーヒーにあると考えた。デ・ヴァレラは同僚たちに対し、ホーヒーはいずれフィオナ・フェイルを没落させることになるだろうと語っている。この予言は、1980年代になってホーヒーが汚職に関わった疑いで裁判を受けたことで実現することになる。
デ・ヴァレラは1973年に91歳で大統領職を退いたが、当時世界の元首の中では最高齢であった。63年に及んだ公務の中で、デ・ヴァレラは多くの栄誉を受けている。1921年、アイルランド国立大学総長に選ばれ、その死まで同職にあった。教皇ヨハネ23世からはキリストの騎士勲章を受けている。アイルランドや世界の大学での名誉学位を受けていた彼は、1968年には数学の研究を評価されて英国王立学会数学フェロー位を受けている。また、出席することはなかった北アイルランド議会の議員権も持っていた。デ・ヴァレラは大統領職を、憲法に定められた在職期間の限界にあたる14年間務めて引退した。
デ・ヴァレラは1975年8月29日、92歳でダブリンに近いブラックロックにおいてこの世を去った。最愛の妻で4つ上のシネイド・デ・ヴァレラも彼に先立って1月に世を去っていた。それは奇しくも2人の65回目の結婚記念日の前夜であった。デ・ヴァレラは現在グラスネヴィン・セメタリーで眠る。

## デ・ヴァレラへの評価
アイルランドの有力政治家であると同時に、アイルランドで最も影響力のある新聞『アイリッシュ・プレス』の代表でもあったため、デ・ヴァレラは保守的カトリック思想によってアイルランドをがんじがらめにしていたと批判されることがあったが、デ・ヴァレラはまた、ヨーロッパ全域でユダヤ人に対する迫害が始まった1937年に、唯一ユダヤ人コミュニティの権利を認めていた（ただ『アイリッシュ・タイムズ』のアンディ・ポラックによれば、迫害を逃れてアイルランドにやってきたのはごくわずかな人数であったという）。保守的カトリックというデ・ヴァレラへの評価とは裏腹に、彼は国政においてカトリック系団体の要求をしばしば退けている。スペイン内戦においてもフランコ軍を支持するよう求めるカトリック団体の要求をつき返し、中立を保っている。
現代の歴史家たちは、もはやデ・ヴァレラをアイルランドの英雄とは見なしていない。近年発刊されたティム・パット・クーガンの伝記 "De Valera: Long Fellow, Long Shadow" ではデ・ヴァレラの業績よりも失点のほうに多くのページが割かれている。最大のライバルであったマイケル・コリンズの評価が高まっていくのと対照的に、デ・ヴァレラへの評価は年々落ちている傾向である。
歴史家たちは総合的に分析して、デ・ヴァレラを有能だがバランスに欠けていたリーダーであったと見る。たとえば内戦中、指導者として同じ民族同士の争いを止めるどころか火に油を注ぐような真似をしていたが、1937年の憲法は完成度が高く、ネルソン・マンデラが南アフリカ共和国の新憲法のモデルとしたこともよく知られる。デ・ヴァレラは明晰な一方で一貫性に欠け、如才ない面がある一方で頑迷に陥りやすく、革新的かつ実践的な指導者であった。功罪両方があるにせよ、デ・ヴァレラは20世紀のアイルランド最大の指導者の一人である。
息子ヴィヴィオン・デ・ヴァレラも1945年から1981年まで下院議員であった。また、孫のエイモン・オ・クイは2024年まで上院議員を務め、別の孫のシーラ・デ・ヴァレラも過去に上院議員であった。両者とも閣僚経験がある。
1996年に公開された映画『マイケル・コリンズ』では、イギリスの実力派俳優アラン・リックマンがデ・ヴァレラを演じている。